# Iuu
Iuu war ein altägyptischer Wesir während des Alten Reiches, der vielleicht unter König Pepi I. (etwa 2295 bis 2250 v. Chr.) amtierte. Er ist von seinem Grab in Abydos bekannt, das im 19. Jahrhundert bei der Lepsius-Expedition gefunden wurde. Die Kenntnis des Standorts ging dann aber verloren und erst in neuerer Zeit wurde das Grab wiedergefunden. Iuu war der Vater des Wesirs Weni, der auch in Abydos sein Grab hatte. Seine wichtigsten Titel waren Wesir, Vorsteher der Stadt und Vorsteher der königlichen Schreiber. Auf einer Scheintür ist er zusammen mit der Königin Anchenespepi I. dargestellt. Dies mag darauf hindeuten, dass er ihr Bruder oder Halbbruder war.